# کینگز لین
static_image_sizeکینگز لینlongitudeکینگز لینlatitudeکینگز لین
کینگز لین (به انگلیسی: King's Lynn) یک شهرک در بریتانیا است که در انگلستان واقع شده‌است.

## خصوصیات
کینگز لین ۴۲٬۸۰۰ نفر جمعیت دارد.

## خواهرخوانده
شهر ملادا بلسلاو خواهرخواندهٔ کینگز لین هست.